# Freqüencímetre

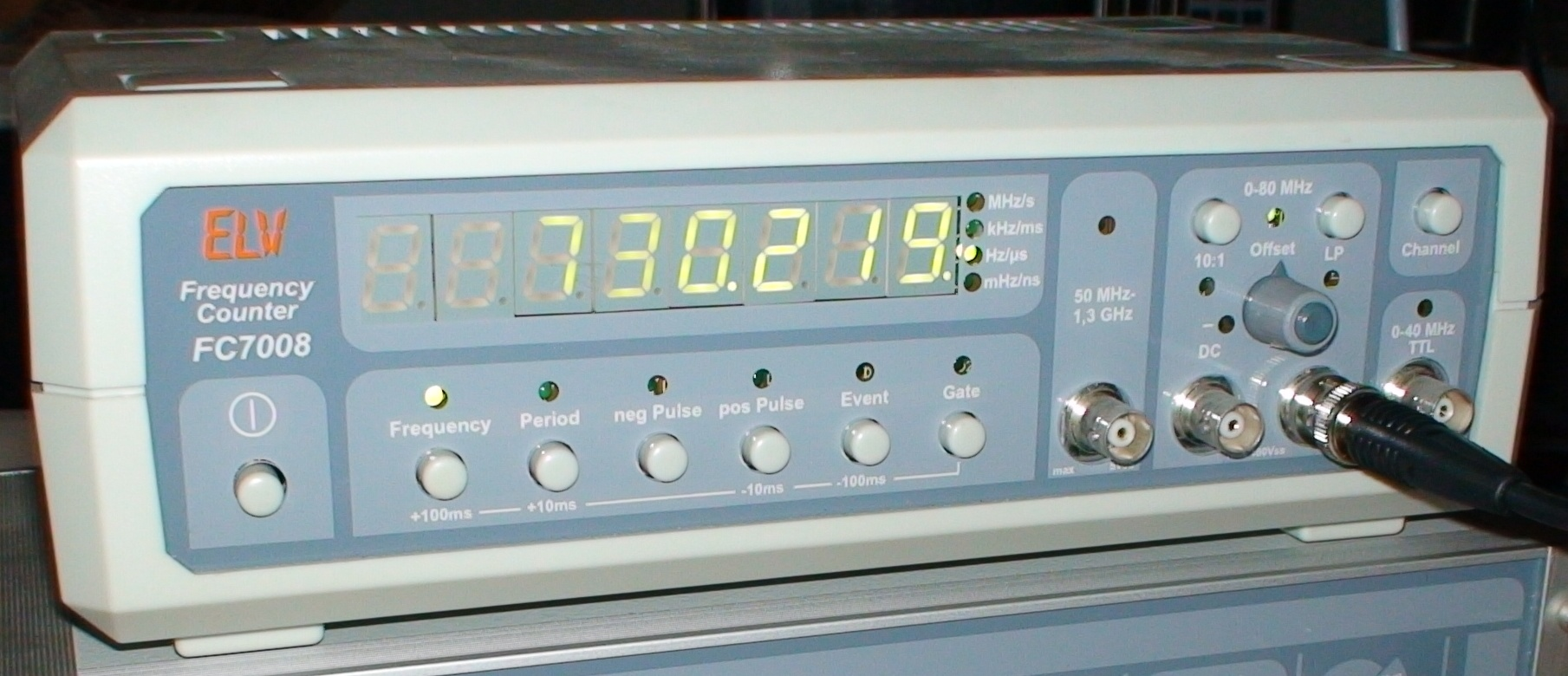
Comptador de freqüència o freqüencímetre

Un  freqüencímetre  és un instrument que serveix per mesurar la freqüència, comptant el nombre de repeticions d'una ona en un interval de temps, mitjançant l'ús d'un comptador que acumula el nombre de períodes. Atès que la freqüència es defineix com el nombre d'esdeveniments d'una classe ocorreguts en un període, és generalment senzilla la seva mida.
Segons el sistema internacional el resultat es mesura en hertzs (Hz). El valor comptat s'indica en un display i el comptador es posa a zero, per començar a acumular el següent període de mostra.
La majoria dels comptadors de freqüència funciona simplement mitjançant l'ús d'un comptador que acumula el nombre d'esdeveniments. Després d'un període predeterminat (per exemple, 1 segon) el valor comptat és transferit a un display numèric i el comptador és posat a zero, començant a acumular el següent període de mostra.
El període de mostreig s'anomena  base de temps  i ha de ser calibrat amb molta precisió.

## Utilització
Per efectuar la mesura de la freqüència existent en un circuit, el freqüencímetre ha de col·locar-se en paral·lel, en derivació sobre els punts entre els que tractem d'efectuar la mesura. Això ens porta que el freqüencímetre ha de posseir una resistència interna alta, perquè no produeixi un consum apreciable, cosa que donaria lloc a una mesura errònia. Per això, en el cas d'instruments basats en els efectes electromagnètics del corrent elèctric, estaran dotats de bobines de fil molt fi i amb moltes espires, de manera que amb poca intensitat de corrent a través de l'aparell s'aconsegueix la força necessària per al desplaçament de l'agulla indicadora.
Si l'element a comptar està ja en forma electrònica, tot el que cal és un simple interfície amb l'instrument. Quan els senyals siguin més complexes, s'hauran de condicionar perquè la lectura del freqüencímetre sigui correcta. Incloent a la seva entrada algun tipus d'amplificador, filtre o circuit conformador de senyal.
Altres tipus d'esdeveniments periòdics que no són de naturalesa purament electrònica necessitaran algun tipus de transductor. Per exemple, un esdeveniment mecànic pot ser preparat per interrompre un raig de llum, i el comptador fa el compte dels impulsos resultants.

## Freqüencímetres digital
És el tipus de frecuencínetro més usat, compta amb unes característiques excepcionals quant a resolució i exactitud en la lectura, mostrant amb precisió a la seva pantalla display LCD el resultat.

## Freqüencímetres de radiofreqüència
Els freqüencímetres dissenyats per radiofreqüència (RF) actuen igual que els freqüencímetres per més baixes freqüències, però solen tenir un major rang de mesura per evitar el seu desbordament.
Per a les freqüències molt altes, els dissenys utilitzen un dispositiu capaç de baixar la freqüència del senyal perquè els digitals normals puguin operar amb freqüències més comunes. Els displays tenen això en compte per indicar la lectura veritable.

## Precisió de la mesura
La precisió d'un comptador de freqüència depèn en gran manera de l'estabilitat de la base de temps. Amb finalitats d'instrumentació s'utilitzen generalment oscil·ladors controlats per vidre de quars, en què el vidre està tancat en una cambra de temperatura controlada, coneguda com a  forn del vidre . 

Quan no es necessita conèixer la freqüència amb tan alt grau de precisió es poden utilitzar oscil·ladors més simples.
També és possible la mesura de freqüència utilitzant les mateixes tècniques en programari en un sistema encastat - una CPU per exemple, pot ser disposada per mesurar la seva pròpia freqüència d'operació sempre que tingui alguna base de temps per a comparar.